# Viktor Kopijevskyj
Viktor Valerijovytsj Kopijevskyj (Oekraïens: Віктор Валерійович Копієвський; Kropyvnytsky, 20 oktober 1990) is een Oekraïens voetbalscheidsrechter. Hij is in dienst van de FIFA en UEFA sinds 2020. Ook leidt hij sinds 2017 wedstrijden in de Premjer Liha.
Op 5 augustus 2017 leidde Kopijevskyj zijn eerste wedstrijd in de Oekraïense nationale competitie. Tijdens het duel tussen Karpaty Lviv en Stal Kamjanske (3–1) trok de leidsman tienmaal de gele kaart, waarvan twee voor dezelfde speler. In Europees verband debuteerde hij op 27 augustus 2020 tijdens een wedstrijd tussen Servette en MFK Ružomberok in de eerste voorronde van de UEFA Europa League; het eindigde in 3–0 en Kopijevskyj trok vijfmaal een gele kaart. Zijn eerste interland floot hij op 17 oktober 2023, toen San Marino met 1–2 verloor van Denemarken door een doelpunt van Alessandro Golinucci en tegentreffers van Rasmus Højlund en Yussuf Poulsen. Tijdens dit duel gaf Kopijevskyj vier gele kaarten, allemaal aan San Marino.

## Interlands
| Datum           | Plaats                 | Wedstrijd               | Uitslag | Competitie           | Kreeg geel | Kreeg voor de tweede keer geel en dus rood | Weggestuurd |
| --------------- | ---------------------- | ----------------------- | ------- | -------------------- | ---------- | ------------------------------------------ | ----------- |
| 17 oktober 2023 | Serravalle, San Marino | San Marino – Denemarken | 1 – 2   | EK 2024 kwalificatie | 6          | 0                                          | 0           |

Laatst bijgewerkt op 19 oktober 2023.